# Deník doktorky
Deník doktorky (v německém originále Doctor’s Diary, celým názvem Doctor’s Diary – Männer sind die beste Medizin) je německo-rakouský komediální seriál z lékařského prostředí. Vysílán byl v letech 2008–2011 na stanici RTL, která jej vyráběla v koprodukci se stanicí ORF. Seriál je zaměřen na mladou lékařku Margaret „Grétku“ Haaseovou, která si chce udělat kariéru v nemocnici.
V České republice seriál vysílala v roce 2011 stanice ČT1.

## Role

### Hlavní postavy
| Herec               | Role                                 | Díly  | Série | Charakteristika |
| ------------------- | ------------------------------------ | ----- | ----- | --- |
| Diana Amftová       | doktorka Margareta „Grétka“ Haaseová | 1–24  | 1–3   | Zdravotnická asistentka na chirurgii Dcera Bärbel a Franze Haasových. Sestra Jochena. Údajná manželka Alexise von Burena. Bývalá snoubenka Petera. Bývalá přítelkyně Mehdiho. Přítelkyně Marca. |
| Florian David Fitz  | doktor Marc Olivier Meier            | 1–24  | 1–3   | Primář na chirurgii Syn Elke Fisher. Bývalý snoubenec Gabi. Přítel Grétky. |
| Kai Schumann        | doktor Mehdi Kaan                    | 1–24  | 1–3   | Primář gynekologie Bývalý přítel Grétky. Bývalý manžel Anny. |
| Peter Prager        | profesor Franz Haase                 | 1–24  | 1–3   | Vedoucí lékař Manžel Bärbel. Otec Grétky a Jochena. Bývalý milenec Elke. |
| Laura Osswaldová    | Gabi Kragenowá                       | 1–24  | 1–3   | Zdravotní sestra na gynekologii Sestra Tiny. Bývalá snoubenka Marca. Milenka Kalleho. |
| Ursela Monnová      | Bärbel Haaseová, nar. Wolfová        | 1–24  | 1–3   | Zdravotní sestra na onkologii Manželka Franze. Matka Grétky a Jochena. Bývalá přítelkyně Erica.                                                                                                 |
| Annette Strasserová | Sabine Vöglerová                     | 1–24  | 1–3   | od druhé série Sestra na chirurgii Přítelkyně Günniho. |
| Julia Koschitzová   | doktorka Maria Hassmannová           | 4–24  | 1–3   | Primářka na neurochirurgii Přítelkyně Mauriceho. |
| Steffen Groth       | Frank Muffke alias Alexis von Buren  | 9–20  | 2–3   | Podvodník Bratr Lissi. Údajný manžel Grétky. Prchá před policií. |
| Elyas M’Barek       | Maurice Knechtelsdorfer              | 9–24  | 2–3   | Asistent na chirurgii Přítel Marie. |
| Marc Benjamin Puch  | doktor Günni Gummersbach             | 17–24 | 3     | Patolog Přítel Sabiny. |

### Vedlejší role
| Herec                  | Role                                      | Díly     | Série | Charakteristika                                                                                    |
| ---------------------- | ----------------------------------------- | -------- | ----- | -------------------------------------------------------------------------------------------------- |
| Zsá Zsá Inci Bürkleová | Margareta „Grétka“ Haaseová               | 1–24     | 1–3   | Grétka v dětství                                                                                   |
| Antoine Brison         | Marc Meier                                | 1–16     | 1–2   | Marc v dětství                                                                                     |
| Lucas Reiber           | Marc Meier                                | 19–24    | 3     | Marc v dětství                                                                                     |
| Fabian Oscar Wien      | Jochen Haase                              | 1–11     | 1–2   | Stážista v nemocnici Syn Bärbel a Franze Haasových. Bratr Grétky. Studuje v Berlíně.               |
| Chantal Hourticolonová | Lilly Kaanová                             | 3–10     | 1–2   | Údajná dcera Mehdiho Kaana. Dcera Anny Kaanové. Uprchla s matkou z města.                          |
| Adele Neuhauserová     | Elke Fisherová                            | 3–19     | 1–3   | Spisovatelka Matka Marca Meiera. Bývalá milenka Franze.                                            |
| Bo Hansen              | Gordon Tolkien                            | 4–23     | 1–3   | Sanitář                                                                                            |
| Hannah Schröderová     | Anna Kaanová                              | 5–10     | 1–2   | Prostitutka Bývalá manželka Mehdiho Kaana. Matka Lilly Kaanové. S dcerou Lilly uprchne do Berlína. |
| Dominic Boeer          | Brad Holister                             | 5 19, 22 | 1 3   | Trenér ve fitness centru                                                                           |
| Roberto Guerra         | Eric                                      | 9–11     | 2     | Bývalý milenec Bärbel. Ukradne její peníze z bankovního konta.                                     |
| Paula Schrammová       | Lissi von Burenová, ve skutečnosti Muffke | 9–18     | 2–3   | Sestra Franka.                                                                                     |
| Bärbel Schlekerová     | paní Nettelsbacherová                     | 10–16    | 2     | Sekretářka Alexise                                                                                 |
| Cristina do Rego       | zdravotní sestra Ingeborg                 | 13–19    | 2–3   | Zdravotní sestra v porodnici                                                                       |
| Valerie Niehausová     | doktorka Gina „Gigi“ Amselová             | 16–19 24 | 2–3   | Lékařka Nejlepší kamarádka Grétky.                                                                 |
| Ingrid van Bergenová   | Mechthild von Burenová †                  | 16–19    | 2–3   | Matka pravého Alexise. Zemře v důsledku Frankovy nehody.                                           |
| Irm Hermannová         | paní Vöglerová                            | 22–24    | 3     | Matka Sabine.                                                                                      |

### Epizodní role
| Herec                  | Role                     | Díly   | Série | Charakteristika                          |
| ---------------------- | ------------------------ | ------ | ----- | ---------------------------------------- |
| Nora Tschirnerová      | Mitzi Knechtelsdorferová | 17, 18 | 3     | Sestra Maurice Knechtelsdorfera          |
| Maxi Biewerová         | Maxi Biewerová           | 17     | 3     | Moderátorka počasí na RTL                |
| Angela Finger-Erbenová | Angela Finger-Erbenová   | 17     | 3     | Moderátorka na RTL                       |
| Günther Jauch          | Günther Jauch            | 21     | 3     | Moderátor soutěže Chcete být milionářem? |

## Postavy

### Hlavní postavy
Grétka Haase
Margaretě „Grétce“ Haase je 29 let (ve 2. sérii 30 let) a snaží se začít znovu, protože ji těsně před svatbou podvedl její snoubenec. Získává práci v nemocnici, ze začátku je velmi nejistá, ale později si začíná více věřit. Velmi ji ale frustruje její ne příliš štíhlá postava. Ve svých školních letech byla nešťastně zamilovaná do Marca Meiera, se kterým se teď potkává znovu. Na konci druhé série si vezme milionáře Alexise von Burena, ale později se zjistí, že jejich manželství je neplatné, protože Alexis byl podvodník. Nakonec zůstává s Marcem, který si uvědomí, že ji miluje, těsně před její cestou do Afriky.
Marc Olivier Meier
Doktor Meier je primář chirurgického oddělení, Grétčin nadřízený a velmi sebevědomý a cílevědomý. Grétčin otec s ním zachází jako s vlastním synem, protože v něm vidí nadějného lékaře. I když je v práci velký profesionál, je velmi hrubý a necitlivý při jednání s lidmi. Grétka a Marc se znají od základní školy, protože do něj byla v této době Grétka velmi zamilovaná, on ale její city neopětoval a šikanoval ji. Zjistí se ale, že jako sítě trpěl Marc domácím násilím, což drží po celou dobu v tajnosti. Když Grétka nastoupí do nemocnice má aférku se zdravotní sestřičkou Gabi, která ho na konci první sérii začne vydírat, Grétka ale Marcovi pomůže a on k ní začne být přitahován. Na konci druhé série připouští, že je do Grétky zamilovaný. Na konci 3. série ji zabrání v odletu do Afriky, když ji řekne, že ji miluje.
Mehdi Kaan
Doktor Kaan je v nemocnici primářem gynekologického oddělení. Žije s dcerou, protože jeho žena upadla do kómatu. Kvůli tomuto se chtěl pokusit o sebevraždu, ale zjistil, že dcera je pro něj přednější. Ukončil přátelství s Marcem, když zjistí, že měl poměr s jeho ženou. V první sérii se zamiluje do Grétky. Když se ale jeho žena probere z kómatu, tak si místo Grétky vybírá rodinu. Ve druhé sérii zjistí, že jeho manželka byla prostitutka. Neměla poměr s Marcem Meierem, ale věděl o její minulosti. Vzhledem k tomu, že dluží peníze svému pasákovi, tak opouští s dcerou město a sdělí Mehdimu, že není otcem její dcery. Mehdi se poté opět pokouší o obnovení vztahu s Grétkou. Po dlouhé době stráví s Grétkou, která je pod vlivem alkoholu, noc. Na konci seriálu začne chodit s Grétčinou kamarádkou, Ginou.
Sabine Vögler
Ve třetí sérii je zdravotní sestřičce Sabině třicet jedna let. Sabinu její kolegové většinou jen zesměšňují. Je ještě panna. Žije se svou panovačnou matkou, která chce, aby se Sabine starala jenom o ní. Sabine velmi trpí. Ve třetí sérii se zamiluje do patologa doktora Günni Gummersbacha, ale než spolu začnou chodit, tak je potkalo mnoho mylných představ a zdrženlivosti. Nakonec se Sabině podaří odpoutat od své matky a nastěhuje se ke Günnimu.
Gabi Kragenow

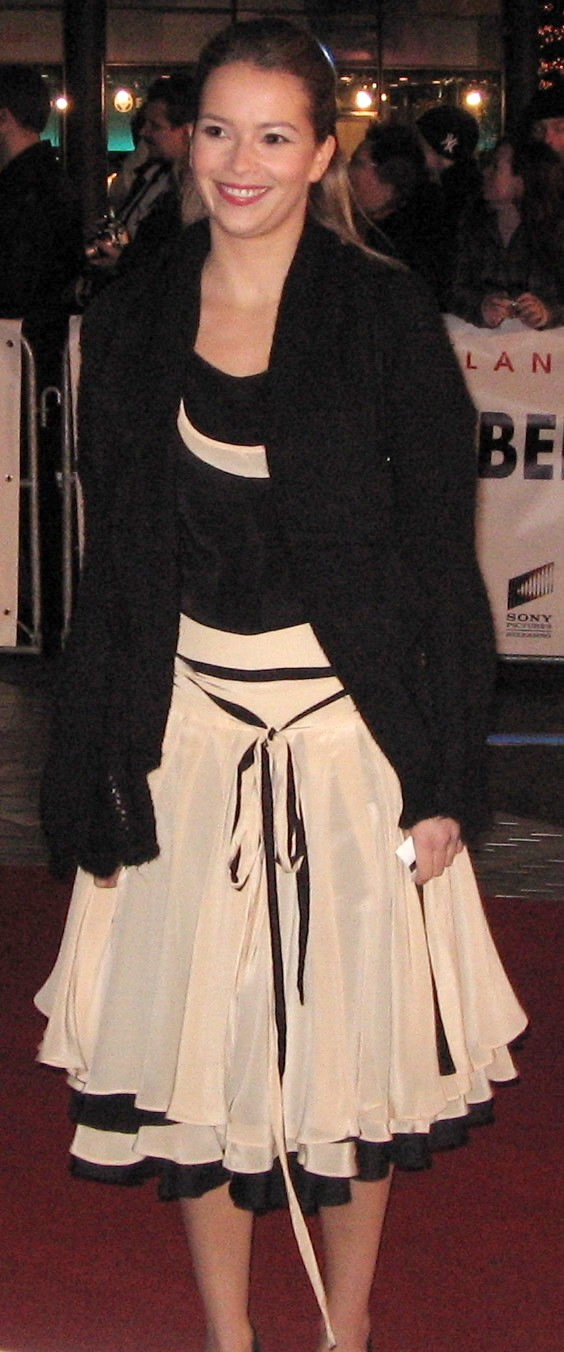
Gabi Kragenow (Laura Osswald)

Zdravotní sestra Gabi je bláznivě zamilovaná do Marca Meiera, on ji ale vidí jen jako aférku na jednu noc. Aby mohla žít s Marcem, uchyluje se k drastickým opatřením. Vidí Grétku jako svou možnou konkurenci. Ve druhé sérii Marca vydírá, protože byla svědkem toho, jak srazil chodce a později ho vydírá skrze její nenarozené dítě. Ukáže se ale, že Marc není otcem dítěte. Po nehodě na autovrakovišti je Gabi vážně raněná a důsledkem zranění přijde o dítě. Poté, co náhodou zjistí Alexisovu identitu, vydírá i jeho. Na konci seriálu si začne románek s pacientem, se zraněným lékařem bez hranic.
Bärbel Haase

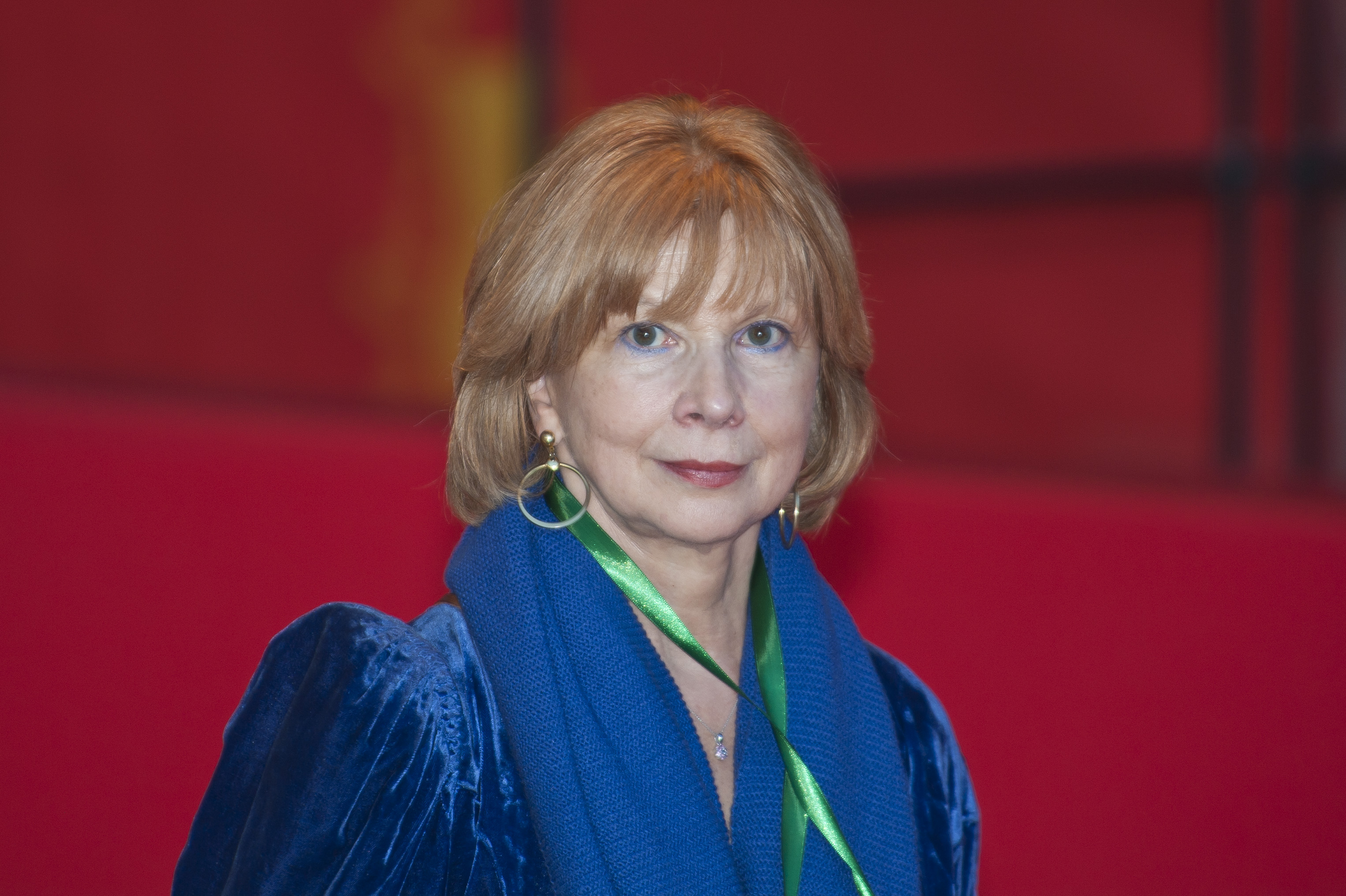
Bärbel Haase (Ursela Monn)

Bärbel Haase je matka Gréky a manželka Franze. Je ženou v domácnosti a její hlavní prioritou je dobrá soudržnost rodiny. Několikrát, po zjištěných nevěrách odchází od manžela, ale nakonec se k němu po cestě do Indie vrátí. Předtím měla vztah s umělcem, který oloupil její bankovní konto i jejího manžela. Chce nahradit ztrátu, kterou drží před svým manželem a Grétkou v tajnosti, a tak začne v nemocnici pracovat jako zdravotní sestra, ale dostatečný příjem si zajistí prostřednictvím zahradnické činnosti v pěstování konopí v tajném místě v nemocnici. Objeví kufr peněz (určený od Alexise Gabi) a ztrátu na kontě zplatí. Franz se ale o záležitostech s Bärbel dozví a rozejde se s ní.
Frank Muffke alias Alexis von Buren
Alexis von Buren se nejprve jako jeví jako milionář s alkoholovými problémy. Jeho vztah s Grétkou se z postupného odmítání mění v lásku. Po řadě zmatků se pár vezme. Ukáže se, že je to ale podvodník, ve skutečnosti se jmenuje Frank a skrývá mrtvolu pravého Alexise v jeho vile. Poznali ho Mechtild, matka skutečného Alexise von Burena a náhodou sestra Gabi. Policie ho vypátrá a jeho manželství s Grétkou je neplatné. Frank ale polici uteče a je na útěku.
Franz Haase
Franz Haase je ředitelem nemocnice a otec Grétky. Na to, že je již v téměř pokročilém věku, má rád sport. Je velmi obětavý pro svou rodinu. Nicméně má poměr se spisovatelkou románů Elke Fisher, což je matka Marca Meiera. Na konci druhé série zkolaboval při Grétčině svatbě, protože byl nakažen tropickým virem. Když zjistil, že mu byla jeho žena nevěrná, rozchází se s ní.
Maria Hassmann
Doktorka Hassmann je v nemocnici vedoucí na neurochirurgii. Je rozvedená a má dceru Melanii. Se svým životem není moc šťastná, ale příliš nezoufá. Grétka ji obdivuje, protože je velmi emancipovaná a má v sobě trochu feminismu. Na počátku s Grétkou soupeří o doktora Kaana a Grétka na ní žárlí, ale později začne Hassmann hledat bohatého ženicha. Ve třetí sérii začne chodit s asistentem Mauricem Knechtelsdorferem.
Maurice Knechtelsdorfer

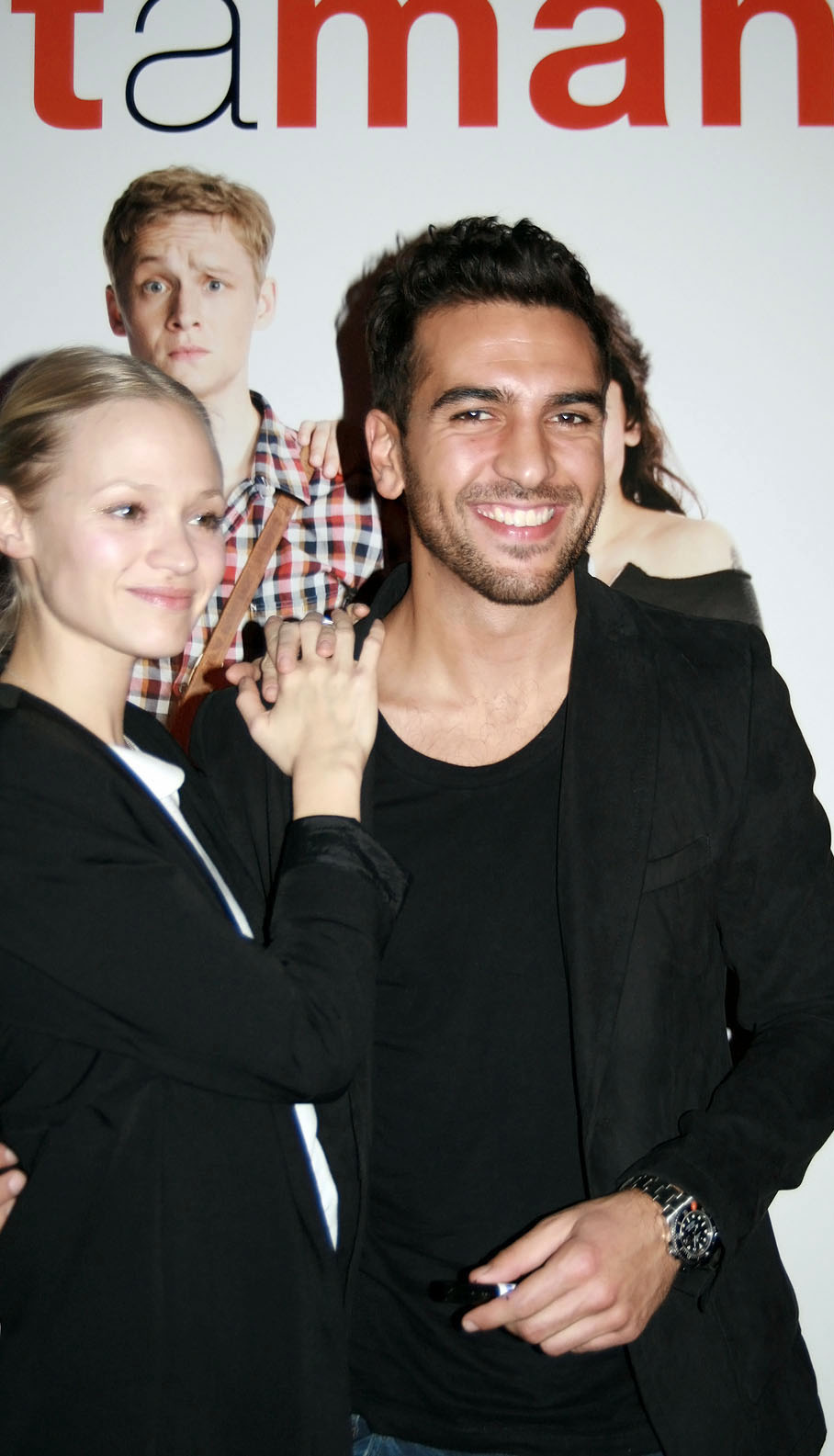
Maurice Knechtelsdorfer (Elyas M’Barek)

Lékař Maurice Knechtelsdorfer je zdravotní asistent rakouského původu. Má silnou vazbu na svou sestru Mitzi. Je členem bratrstva. Začne chodit s lékařkou Marií Hassmann.
Dr. Günni Gummersbach
Doktor Gummersbach je nový patolog v nemocnici. Již od začátku je přitahován k sestře Sabině, zpočátku je velice plachý, ale nakonec ji přizná své city. Po několika nedorozuměních se konečně dají dohromady. Je velkým fanouškem Star Treku.

### Vedlejší postavy
Elke Fisher

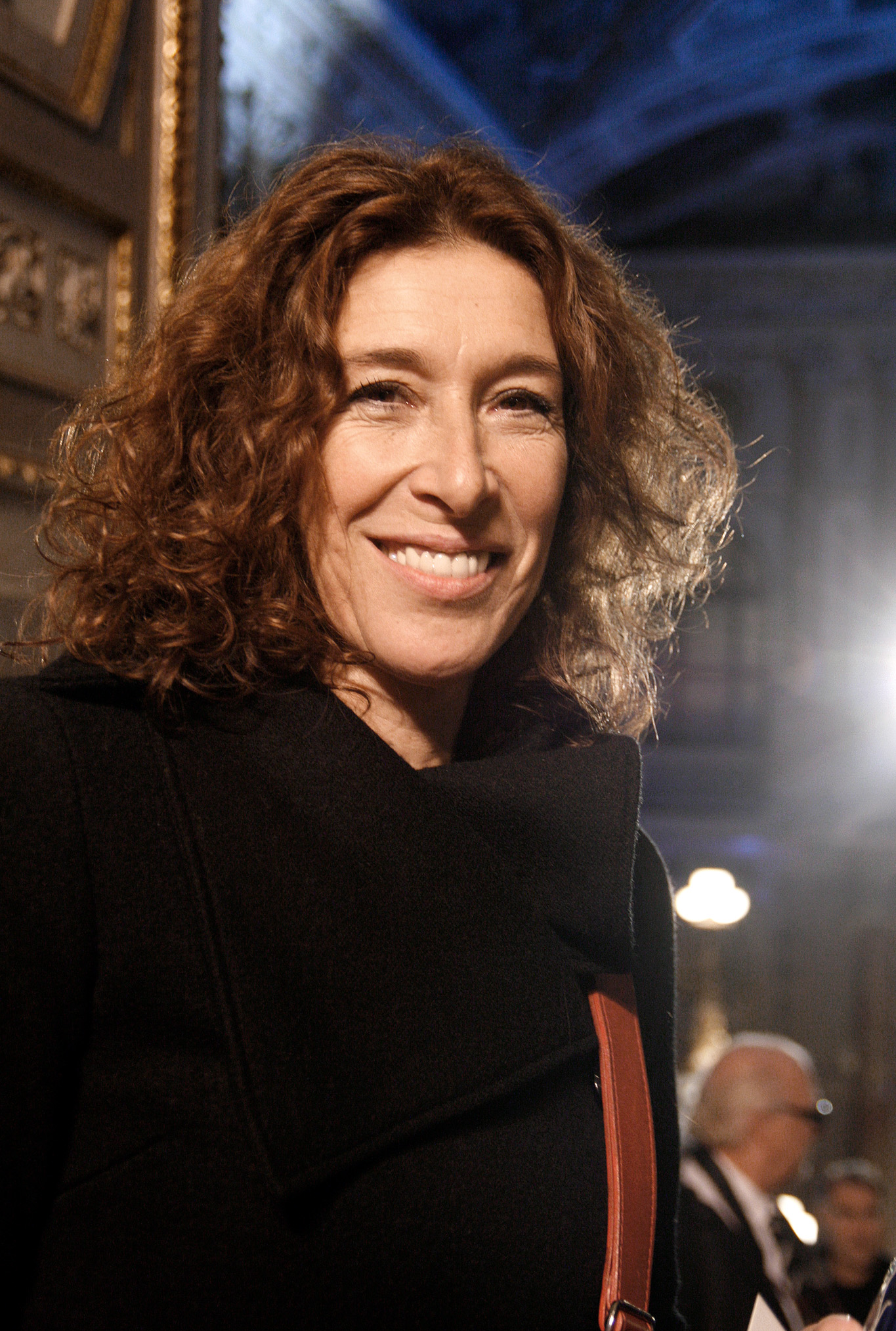
Elke Fisher (Adele Neuhauser)

Elke Fisher je egoistická matka Marca Meiera. Je spisovatelka řady románů, kde se objevuje jako hlavní postava doktor Rogelt, který je (i podle jejího vlastního vyjádřený) podobný Franzovi Haasovi. Franz byl jejím milencem. Když se Franz odstěhoval od své manželky a přistěhoval se k Elke, byl nemocný a požadoval po ní, aby se o něj starala. Elke ho vyhodila. Udržuje se fit v posilovně a má velkou averzi k sestře Gabi.
Gordon Tolkien
Gordon Tolkien je sanitář z nemocnice. Poprvé se v seriálu objevil na lékařském zdravotnickém kurzu. Od té doby se objevuje vždy, když je potřeba někoho zachránit. Má určitou náklonnost ke Grétce, což ji dá vždycky některou svou hláškou najevo.
Jochen Haase
Jochen Haase je bratr Grétky a synem Bärbel a Franze. Absolvoval stáž v nemocnici. Jeho sestra ho příliš nechápe. Na začátku druhé série odjíždí studovat a v seriálu se již neobjeví.
Dr. Gina Amsel
Doktorka Gina „Gigi“ Amsel je Grétčina kamarádka z dětství. Je primářkou na chirurgii, ale specializuje se na dětskou pediatrii. Její vzhled není příliš atraktivní, vzhledem k jejím nevzhledným šatům a brýlím s umělohmotnými obroučkami. Přijde na svatbu Grétky a padne ji do oka Marc, ten ji naoko svádí, protože chce, aby Grétka žárlila, nakonec se ale mezi nimi nic víc nestane. V posledním díle se s ní setkáváme znovu, když chce následovat Grétku do Afriky. V letadle se zamiluje do Mehdiho.

## Epizody
| Série | Epizody | Německo         | Německo        | ČR               | ČR                |
| Série | Epizody | Začátek série   | Konec série    | Začátek série    | Konec série       |
| ----- | ------- | --------------- | -------------- | ---------------- | ----------------- |
| 1     | 8       | 23. června 2008 | 4. srpna 2008  | 31. srpna 2010   | 19. října 2010    |
| 2     | 8       | 3. srpna 2009   | 14. září 2009  | 26. října 2010   | 14. prosince 2010 |
| 3     | 8       | 5. ledna 2011   | 14. února 2011 | 5. prosince 2011 | 14. prosince 2011 |